# Кохата Сіхо
Кохата Сіхо (яп. 高畑 志帆; нар. 12 листопада 1989) — японська футболістка. Вона грала за збірну Японії.

## Клубна кар'єра
У 2012 році дебютувала в «Урава Редз». У 2019 році вона перейшла до «Харіма Альбіон».

## Кар'єра в збірній
У червні 2014 року, її викликали до національної збірної Японії на чемпіонат Азії 2014. На цьому турнірі, 18 травня, вона дебютувала в збірній у поєдинку проти Йорданії. З 2014 по 2015 рік зіграла 2 матчі в національній збірній.

## Статистика виступів
| Збірна Японії | Збірна Японії | Збірна Японії |
| Рік           | Матчі         | Голи          |
| ------------- | ------------- | ------------- |
| 2014          | 1             | 0             |
| 2015          | 1             | 0             |
| Загалом       | 2             | 0             |